# خوانخو كماتشو
خوانخو كماتشو (بالإسبانية: Juanjo Camacho) (2 أغسطس 1980 ببلنسية في إسبانيا - ) هو لاعب كرة قدم إسباني في مركز الوسط. شارك مع منتخب إسبانيا تحت 16 سنة لكرة القدم ومنتخب إسبانيا تحت 17 سنة لكرة القدم ومنتخب إسبانيا تحت 18 سنة لكرة القدم. أما مع النوادي، فقد لعب مع ريال سرقسطة وريال مدريد كاستيا وريكرياتيفو ونادي فيسينداريو ونادي لاردة ونادي هويسكا وDeportivo Aragón ‏ ونادي ليفينغستون لكرة القدم.

## وصلات خارجية
- خوانخو كماتشو على موقع الاتحاد الدولي (مؤرشف)  (الإنجليزية)
- خوانخو كماتشو على موقع قاعدة بيانات كرة القدم.إي يو (الإنجليزية)
- خوانخو كماتشو على موقع Soccerbase.com (لاعب) (الإنجليزية)
- خوانخو كماتشو على موقع Soccerway.com (الإنجليزية)
- خوانخو كماتشو على موقع عالم كرة القدم.نت (الإنجليزية)
- خوانخو كماتشو على موقع AS.com (الإسبانية)